# Stadion Olimpijski w Atenach
Stadion Olimpijski w Atenach – stadion wielofunkcyjny, położony w Atenach, Grecja. Jego inauguracja miała miejsce 6 września 1982 roku. Na obiekcie tym swoje mecze rozgrywają zespoły: Panathinaikosu i AEK Ateny. Właśnie podczas spotkania obu tych drużyn w 1986 roku został ustanowiony rekord frekwencji wynoszący 74 473 widzów. W latach 2002–2004 stadion został przebudowany (m.in. dobudowano dach zaprojektowany przez hiszpańskiego architekta Santiaga Calatravę) z myślą o igrzyskach olimpijskich w 2004 roku, odbywających się w Atenach.

## Ważniejsze wydarzenia
- 25 maja 1983 – finał Pucharu Europy: Hamburger SV - Juventus F.C. (1:0)
- 1987 – finał Pucharu Zdobywców Pucharów: AFC Ajax - Lokomotive Lipsk (1:0)
- 18 maja 1994 – finał Ligi Mistrzów: AC Milan - FC Barcelona (4:0)
- 1 sierpnia-10 sierpnia 1997: Mistrzostwa świata w lekkoatletyce
- 2004: Letnie Igrzyska Olimpijskie
  - 26 sierpnia 2004 – finał turnieju piłkarskiego Igrzysk: Argentyna - Paragwaj (2:1)
  - konkurencje lekkoatletyczne
- 23 maja 2007 – finał Ligi Mistrzów: AC Milan - Liverpool (2:1)
- 27 września 2008 – koncert Madonny w ramach trasy koncertowej Sticky & Sweet Tour
- 19 sierpnia 2014 – koncert Lady Gagi w ramach trasy koncertowej ArtRave: The Artpop Ball
- 16 lipca 2022 – koncert grupy Iron Maiden w ramach trasy Legacy of the Beast World Tour[2]

## Galeria

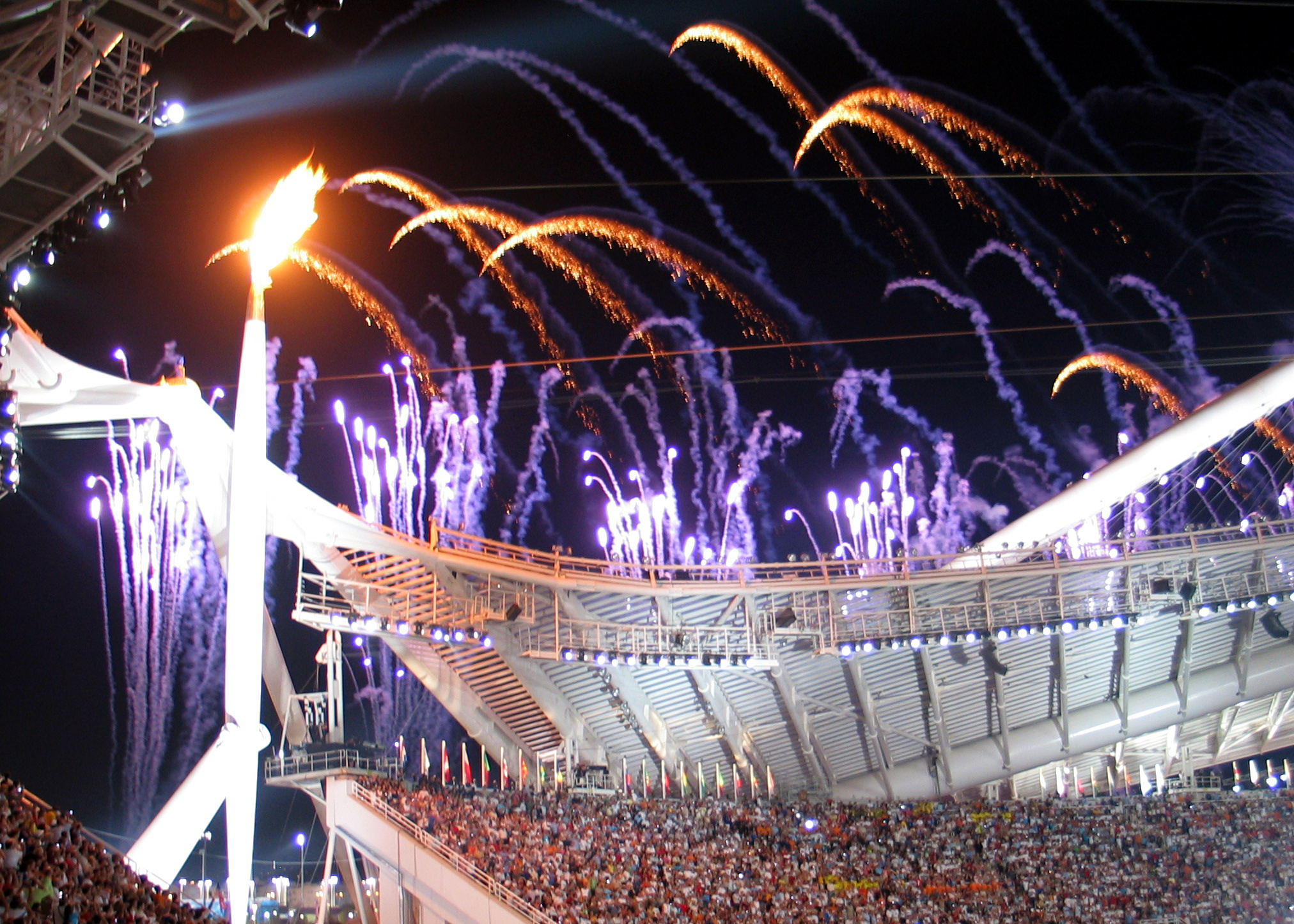
Rozpalenie znicza olimpijskiego podczas ceremonii otwarcia XXVIII Igrzysk Olimpijskich, 2004
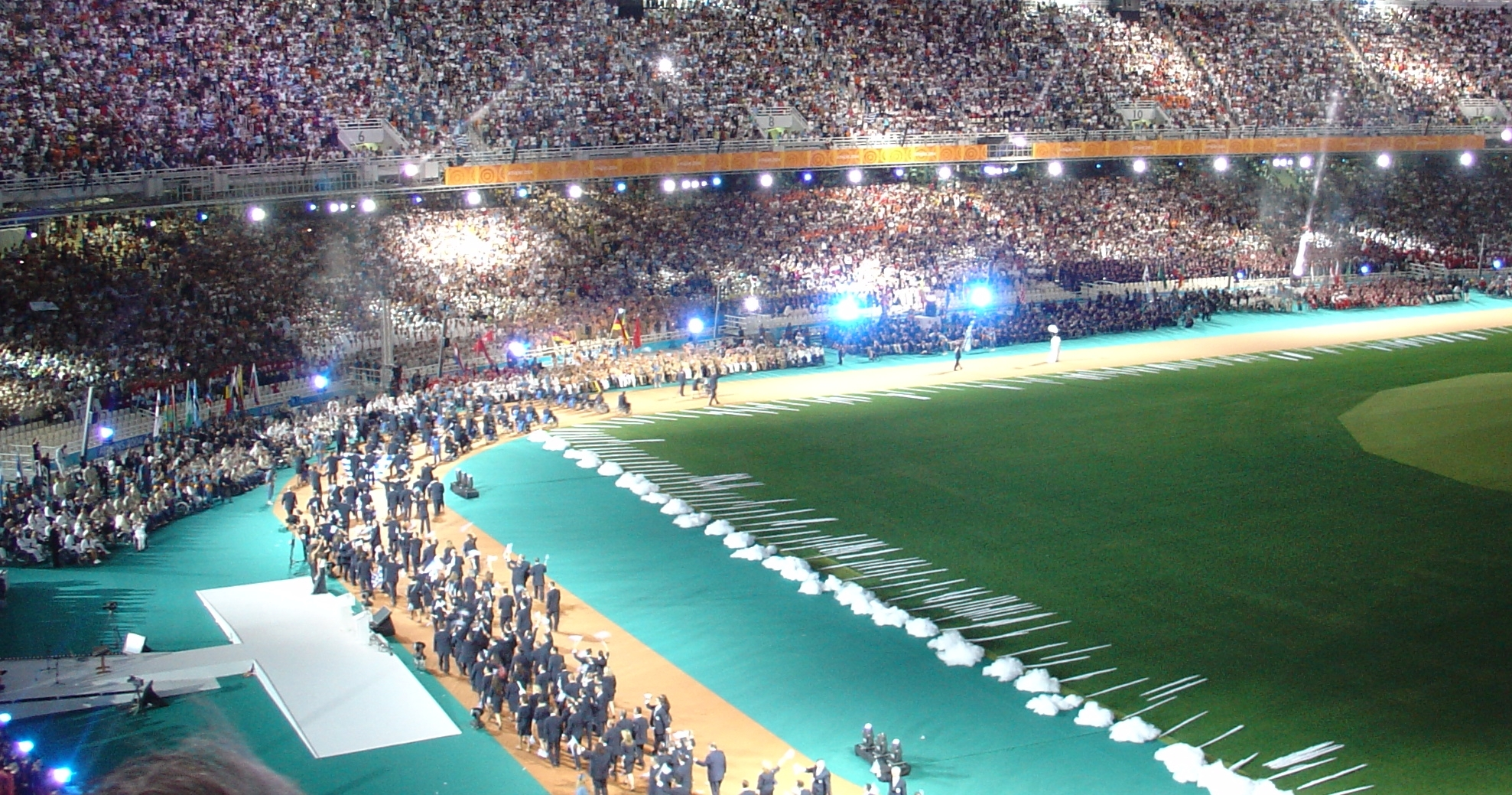
Ceremonia otwarcia Paraolimpiady